# Покрајина Паленсија
Покрајина Паленсија (шп. Provincia de Palencia) је покрајина Шпаније у аутономној заједници Кастиља и Леон. Главни град је Паленсија.